# 米蘭達三色旗

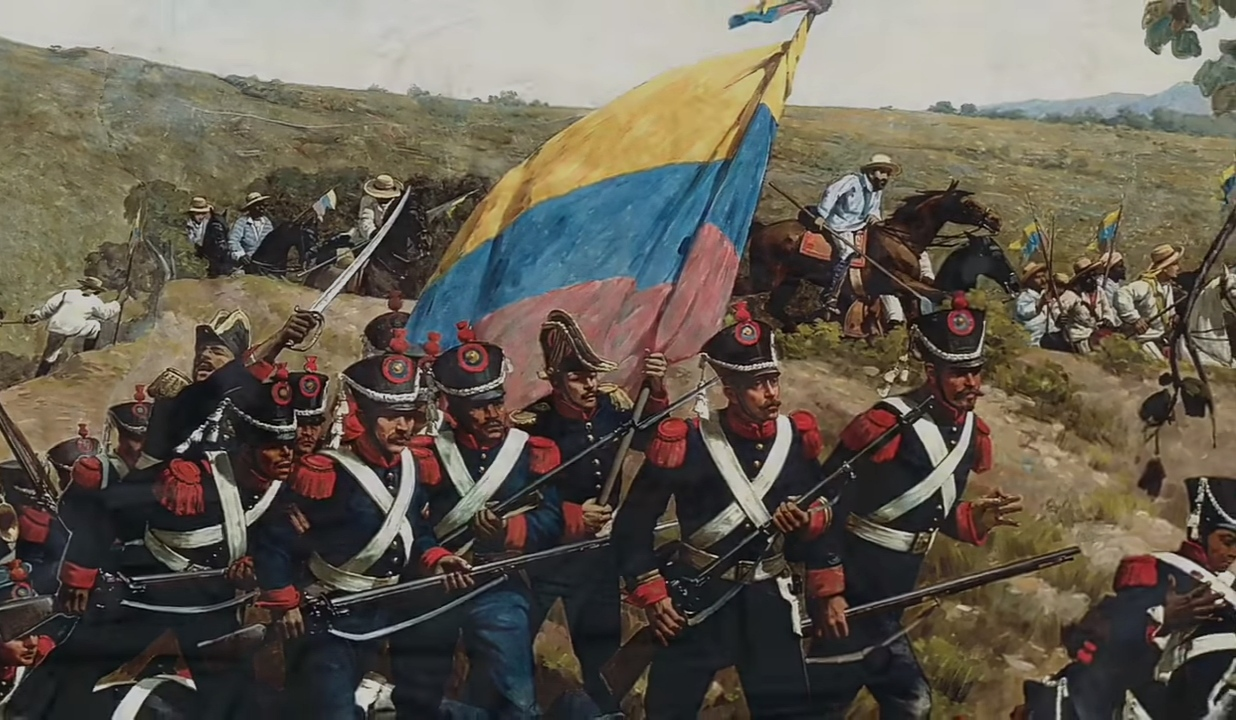
Martín Tovar y Tovar在《卡拉波波戰役》 (1887) 中繪畫的米蘭達三色旗

米蘭達旗（西班牙語：Bandera de Miranda），又稱米蘭達三色旗，是西班牙帝國拉丁美洲獨立戰爭革命家弗朗西斯科·德·米蘭達設計革命的旗幟，原為米蘭達軍使用，後來也成為委內瑞拉的國旗方案。

## 歷史
弗朗西斯科·德·米兰达最初设计了哥伦比亚的黄、蓝、红三色国旗，如今，哥伦比亚、厄瓜多尔和委内瑞拉都使用这面国旗，但略有不同。米兰达至少给出了他设计国旗的两个灵感来源。在写给俄国伯爵谢苗·沃龙佐夫和德国哲学家约翰·沃尔夫冈·冯·歌德的一封信中，米兰达描述了1785年冬天他在魏玛的一个聚会上与歌德的一次深夜谈话。歌德对米兰达讲述的他在美国独立战争中的英勇事迹以及他在美洲和欧洲的旅行非常着迷，他对歌德说：
 “你的命运就是在你的土地上创造一个原色不会被扭曲的地方。”
他接着澄清了他的意思：
 “首先，他向我解释了鸢尾花如何将光转换成三原色⋯⋯然后他向我证明了为什么黄色最温暖、最高贵、最接近白色光；为什么蓝色是激动与宁静的混合，一种让人产生阴影的距离；为什么红色是黄色和蓝色的升华，是综合，是光消失在阴影中。这并不是说世界是由黄色、蓝色和红色构成的；而是我们人类以这种方式看待世界，仿佛这三种颜色是无限组合的。一个国家（歌德总结道）从一个名字和一面旗帜开始，然后它变成它们，就像一个人实现他的命运一样。”
米兰达根据这次谈话设计了自己的旗帜后，他回忆起在热那亚的贝林巴乌宫中看到过拉扎罗·塔瓦罗内创作的一幅壁画，上面描绘了克里斯托弗·哥伦布在第四次航行中在维拉瓜展开一面颜色相似的旗帜的情景。在他的军事日记中，米兰达给出了另一个可能的灵感来源：汉堡汉堡卫队（Bürgerwache）的黄、蓝、红色旗帜，他在德国旅行时也见过这个旗帜。1801年，米兰达向英国内阁提交了解放西班牙属地美洲的军队计划，但没有成功。在该计划中，米兰达要求提供制作“十面旗帜的材料，颜色为红、黄、蓝，分为三个区域”。然而，直到 1806 年3月12日，在他命运多舛的委内瑞拉远征中，第一面旗帜才在海地雅克梅勒升起。

## 米蘭達旗含義
1785年德國詩人歌德（Joha
nn Wolfgang vin Goethe
)與佛朗西斯科·德米蘭達（Francisco de Miranda)在卡拉卡斯（Caracas)展開了一段有趣的對話奠定了最初的米蘭達旗。
根據歌德的理論，所有顏色都來自於基本三原色—紅、黃、藍。聽聞米蘭達先前在世界各地參與革命的事蹟歌德便告訴他：「你註定在你的家鄉創造出基本三色沒有絲毫扭曲的世界。」
上述三原色的理論在現代已被推翻，但在1785年的光學研究仍有深遠的影響

## 衍生旗幟
- 2:31811
- 2:31811
- 2:31813
- 2:31817－1819

- 2:3 大哥伦比亚 1819－1830
- 2:3 大哥伦比亚 1820－1830
- 2:3  委内瑞拉共和国 1830－1836
- 2:3  委内瑞拉共和国 1830－1836
- 2:3  委内瑞拉共和国 1836－1859

- 2:3  委内瑞拉共和国 1859
- 2:3  委内瑞拉共和国 1859
- 2:3委内瑞拉共和国 1859－1863
- 2:3  委内瑞拉合众国 1863－1905
- 2:3  委内瑞拉合众国 1905－1930

- 2:3   委内瑞拉共和国 1930－2006
- 2:3  委内瑞拉共和国 1930－1954 政府旗
- 2:3  委内瑞拉共和国 1954－2006 政府旗
- 委內瑞拉玻利瓦爾共和國 (2006－至今)
- 委內瑞拉玻利瓦爾共和國 (2006－至今) 政府旗